# Joana Treptow
Joana Figueira Treptow (Porto, 1 de dezembro de 1993) é uma jornalista luso-brasileira. Atualmente trabalha como âncora do Jornal da Band  e do Tarde BandNews. É formada em Jornalismo pela FACHA, pós-graduada em sociologia pela USCS.

## Biografia e carreira
Nascida em Portugal, filha de Bruno Marcus Treptow, brasileiro de raízes alemãs, e Ana Sofia Van Der Heijden Fernandes Figueira, portuguesa de origem neerlandesa. Sua família decide estabelecer-se no Brasil quando Joana tinha quinze anos, morando nos oito anos seguintes em Niterói. Cursou Jornalismo na FACHA em 2011 e em 2013 iniciou no ramo como estagiária na Agência EFE. Em 2014 foi estagiária da GloboNews. Em 2015 iniciou a trajetória no Grupo Bandeirantes de Comunicação como estagiária da TV Bandeirantes no Rio de Janeiro, onde em 2016 foi contratada como repórter. No ano seguinte passou a integrar o time de profissionais da sede da TV Bandeirantes, em São Paulo. Foi na reportagem em São Paulo que ganhou destaque em coberturas como na greve dos caminhoneiros, na prisão do ex-presidente Lula e na tragédia do Largo do Paissandú. Em julho de 2018, assumiu a bancada do Café com Jornal ao lado de Luiz Megale.
Com a estreia da nova grade em agosto de 2019, focada em jornalismo e interação e com a estreia de um novo noticiário diário no dia 5 de agosto de 2019, em formato de boletim, assume a edição e apresentação do #Informei. Em janeiro de 2020, para ser garota do tempo do Jornal da Band, se despediu do comando do Café com Jornal, onde foi substituída por Michelle Trombelli.